# Catalina Stuardo
Catalina Stuardo Noguera (5 de enero de 1993) es una actriz chilena de teatro y televisión.

## Carrera
Hija de Piedad Noguera y nieta de Héctor Noguera. Es sobrina de la actriz Amparo Noguera.Tiene dos hermanas; Manuela Moreno y Matilde Stuardo, ambas actrices.
Al cursar el tercer año de la carrera de teatro en la universidad, comenzó a participar en diversas obras. En la primera de ellas, estuvo acompañada de su abuelo, Héctor Noguera. Los montajes más destacados fueron Castigo a Dios, Comedia de av. Irarrázaval, Sueño de una noche de verano y Santa Marta, las moscas también hablan.
En 2018, debutó en televisión en la serie Santiago paranormal de TVN. El mismo año, fue parte de La cacería: las niñas de Alto Hospicio, trasmitida por el canal Mega. Se integró al elenco de la telenovela nocturna Casa de muñecos, de Mega. Allí, interpretó a la nieta de Sergio Falco, personaje de Héctor Noguera.
En 2019, participa en Juegos de poder de Mega.